# Йон Чол Мін
Йон Чол Мін (народився 29 жовтня 1988; КНДР) —  північнокорейський футболіст, нападник клубу «Рімьонсу». За національну збірну зіграв у двох матчах кваліфікації на чемпіонат світу 2010 року проти збірної Монголії. Забив 4 м'ячі, та став одним з найкращих бомбардирів своєї збірної в кваліфікації.

## Титули і досягнення
- Переможець Юнацького (U-19) кубка Азії: 2006